# Jan Emmens (kunsthistoricus en dichter)
Jan Ameling Emmens (Rotterdam, 17 augustus 1924 – Utrecht, 12 december 1971) was een Nederlands kunsthistoricus en dichter. Emmens was hoogleraar aan het Kunsthistorisch Instituut van de Universiteit Utrecht en enkele jaren directeur van het Nederlands Kunsthistorisch Instituut in Florence.

## Werk en leven

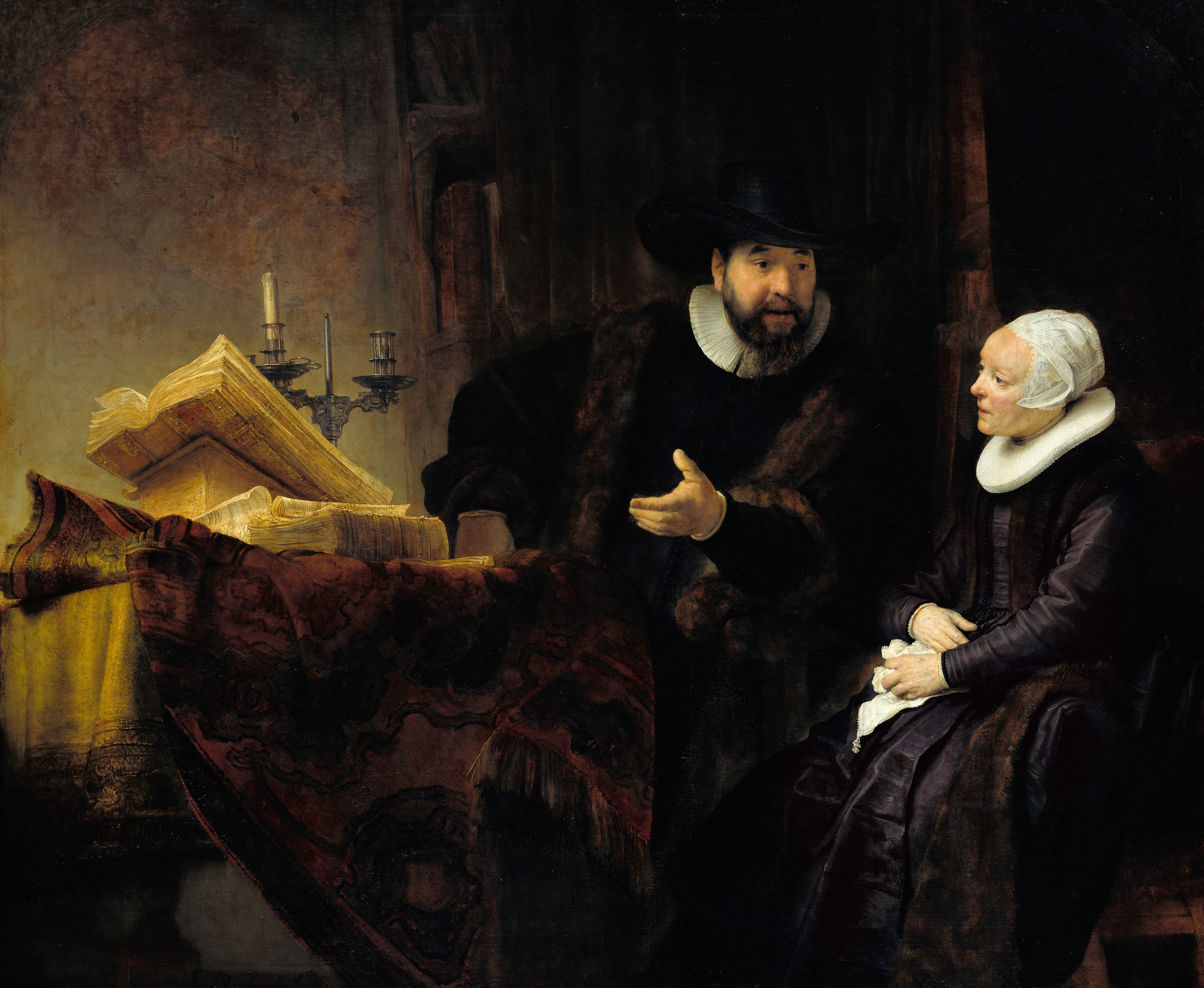
Rembrandt, Portret van Cornelis Anslo en Aaltje Anslo, 1652 (onderwerp van Jan Emmens' artikel 'Ay Rembrandt, maal Cornelis' stem')

Emmens, zoon van ingenieur en Heineken-directeur Jan Ameling Emmens (1894-1974), doorliep het Marnix Gymnasium in Rotterdam, waar hij bevriend was met Jan Eijkelboom. In 1945 publiceerde hij in eigen beheer de dichtbundel Chaconne. Emmens studeerde één jaar rechten in Leiden. Nadat hij zijn opleiding had afgebroken werd hij door zijn ouders een jaar naar Parijs gestuurd om kunstgeschiedenis te studeren. Hier ontmoette hij de dichter Henri Gomperts.
In 1947 zette hij zijn studie voort aan het Kunsthistorisch Instituut te Utrecht bij onder meer Louis Grondijs, Godfried Hoogewerff en Jan van Gelder. Al snel werd Emmens assistent van William Heckscher, hoogleraar iconografie en vroegmiddeleeuwse kunst. Zijn scriptie, Apelles en Apollo, betrof zeventiende-eeuwse gedichten over schilderijen. Emmens verliet Utrecht om in 1955 directeur te worden van het Nederlands Interuniversitair Kunsthistorisch Instituut in Florence.
Enkele jaren later keerde hij terug naar Utrecht, waar hij in 1964 promoveerde op Rembrandt en de regels van de kunst. In het proefschrift werd "overtuigend afgerekend met de negentiende- en vroeg twintigste-eeuwse romantische visie op Rembrandt als arme, miskende en idealistische schilder". Voor zijn revisie baseerde Emmens zich op een grondige lezing van de teksten die al in de zeventiende eeuw over Rembrandt werden geschreven. Deze teksten wist hij op waarde te schatten door ze te plaatsen in een literaire traditie die terugging tot de Klassieke Oudheid (Rembrandt en de regels van de kunst bevat opvallend veel citaten in het Latijn en Oud-Grieks). Voor zijn proefschrift ontving Emmens in 1965 de Karel van Manderprijs en in 1967 de Dr. Wijnaendts Francken-prijs.
In 1967 werd hij benoemd tot hoogleraar kunstgeschiedenis in Utrecht, als opvolger van Heckscher. Zijn proefschrift was een startschot om Rembrandt en diens werken wetenschappelijk te benaderen (in contrast tot de esthetiserende benadering van Rijksmuseum-directeur Frederik Schmidt Degener). Emmens was daarom betrokken bij het Rembrandt Research Project dat in 1968 werd opgericht. Binnen het project beoogde hij het systematische onderzoek naar de iconografie van Rembrandt. Hoewel dit niet van de grond kwam, bleef de door Emmens gepropageerde aandacht voor hoe in zeventiende-eeuwse teksten over Rembrandts werken werd geschreven, van betekenis van de latere invalshoek van Ernst van de Wetering.
Emmens was redacteur van de literaire bladen Libertinage en Tirade en maakte op die manier kennis met veel schrijvende tijdgenoten, onder wie Willem Frederik Hermans. Behalve gedichten schreef hij ook autobiografische aforismen, verzameld in zijn Autobiografisch woordenboek (1963) en de bloemlezing Overkomst dringend gewenst (samengesteld door Wim Brands). Hij vertaalde onder meer de poëzie van Eugenio Montale en Catullus.
In 1971 koos Emmens, gezien de "ontoereikendheid van het bestaan" zelf de dood. Hij stierf de dag voordat hij de Fenixprijs van de Rotterdamse Kunststichting zou ontvangen. 
In 1978 vertaalde Fernanda Bramanti-Nieuwenkamp zijn hoofdwerk over Rembrandt naar het Italiaans.
Jan Emmens was getrouwd met de psychiater Marja Vijlbrief (1928-2010).

## Publicaties

### Gedichtenbundels en boeken
- Jan Emmens, Chaconne, Den Haag 1954.
- Jan Emmens, Kunst- en vliegwerk, Amsterdam: Van Oorschot, 1957.
- Jan Emmens, Autobiografisch woordenboek, 1963.
- Jan Emmens, Rembrandt en de regels van de kunst, Universiteit Utrecht, 1964.
- Jan Emmens, Een hond van Pavlov, Amsterdam: Van Oorschot, 1969.
- Jan Emmens, Gedichten, Amsterdam: Van Oorschot, 1974.
- Jan Emmens, Rembrandt e la sua concezione dell’arte. Firenze: Istituto Universitario Olandese di Storia dell’Arte, 1978 (Serie Istituto Universitario Olandese di Storia dell’Arte; 8)
- Tussen 1979 en 1981 verscheen Emmens' Verzameld werk in vier delen: Rembrandt en de regels van de kunst, twee delen Kunsthistorische opstellen (ISBN 90-282-0495-4) en een deel Gedichten en aforismen (ISBN 90-282-0476-8), dat veel meer materiaal bevat dan de drie kleine, tijdens zijn leven gepubliceerde bundels.
- Jan Emmens, "Jeugdwerk", in: Tirade 29 (1985).[9]
- Jan Emmens: Overkomst dringend gewenst. Bloemlezing, samengesteld door Wim Brands. Amsterdam, Van Oorschot, 2012.

### Artikelen
- Jan Emmens, "Ay Rembrant, maal Cornelis stem" Nederlands Kunsthistorisch Jaarboek 7, 1956: 133-165;
- Jan Emmens en Josua Bruyn, "De zonnebloem als embleem in een schilderijlijst" Bulletin van het Rijksmuseum 4 (1956): 3-9;
- Jan Emmens en Josua Bruyn, "The Sunflower Again" The Burlington Magazine 99 (1957): 96-97;
- Jan Emmens en Jan Gerrit van Gelder, De schilderkunst van Jan Vermeer: een voordracht. Utrecht: Kunsthistorisch Instituut, 1958;
- Jan Emmens, "Les Ménines de Vélasquez. Miroir des Princes pour Philippe IV" Nederlands Kunsthistorisch Jaarboek 12, 1961: 51-79; vertaald als "Las Meninas von Velázquez: Fürstenspiegel für Philipp IV."; orig. 1961. In: Las Meninas im Spiegel der Deutungen, 2001, pp. 115-133, en "Las Meninas de Velázquez: espejo de príncipes para Felipe IV." In: Otras meninas, 1995, pp. 43-66
- "Natuur, onderwijzing en oefening. Bij een drieluik van Gerrit Dou" in Album Discipulorum , aangeboden aan Professor Dr. J.G. van Gelder, ter gelegenheid van zijn zestigste verjaardag, 27 Februari 1963. Utrecht: Dekker & Gumbert, 1963: 125-136, vertaald als "A seventeenth-century theory of art: nature and practice," In: Looking at seventeenth-century Dutch art, 1997, pp. 15-20.
- Jan Emmens en Simon Levie, "The history of Dutch Art History", in: Criticism and theory in the arts. Parijs: Parnassus publications, 1963, 8-9.
- Jan Emmens, "Book Review: Seven Letters by Rembrandt", Oud Holland 78 n1-2 (1963): 79-82
- Jan Emmens, "Een fabel van Ariosto". In: Nederlands Kunsthistorisch Jaarboek 15, 1964: 93-104;
- Jan Emmens en Eddy de Jongh, "De kunsttheorie van Cobra, 1848-1948" Simiolus 1,1 (1966-1967): 51-64;
- Jan Emmens, "Erwin Panofsky as a Humanist". Simiolus 2,3 (1967-1968): 109-113;
- Jan Emmens, "In Memoriam Dr Sturla Gudlaugsson", Simiolus 4 (1971);
- Jan Emmens, "Rudolf and Margot Wittkower, Born under Saturn" Book review. The Art Bulletin 53 (1971): 427-428;
- Jan Emmens, "'Eins aber ist nötig' - Zu Inhalt und Bedeutung von Markt- und Kuchenstücken des 16. Jahrhunderts" in Album Amicorum J.G. van Gelder. onder redactie van Bruyn, J; Emmens, J.A.; De Jongh, E; Snoep, D.P. Den Haag: Martinus Nijhoff, 1973: 93-101;
- Jan Emmens, "Apelles en Apollo: Nederlandse gedichten op schilderijen in de 17de eeuw" Kunsthistorische opstellen 1, Amsterdam, 1981: 5-60

## Vertalingen
- Walter Paatz, De kunst der Renaissance in Italië. Utrecht/Antwerpen, Uitgeverij Het Spectrum, 1953. Oorspronkelijke titel: 'Die Kunst der Renaissance in Italien' (1953). Vertaald door J. A. Emmens. Inleiding van prof. dr. Henk Schulte Nordholt.

## Trivia
In het Franse dorpje Véretz in de Loire-vallei liet Emmens met twee vrienden een marmeren plaquette aanbrengen ter ere van de negentiende-eeuwse liberale pamflettist Paul Louis Courier. Hierin staat gebeiteld: "Hommage à Paul Louis, 1772-1835, de trois Hollandais, pamphlétaires manqués. 1954: Jan Emmens, Wim Smit, Pierre Vinken."
In 1989 werd Emmens' iconografische theorie, waarin hij diepere betekenissen had gezocht in het werk van Gerrit Dou, bekritiseerd door Peter Hecht op een symposium over de Leidse Fijnschilders in het Rijksmuseum. Door de aanwezigen werd dit als "vadermoord" opgevat. Hierop volgden nog vele discussies over de geldigheid van de zoektocht naar "verborgen betekenissen" in de kunst van de zeventiende eeuw.